# Paratylenchus pestis
Paratylenchus pestis är en rundmaskart. Paratylenchus pestis ingår i släktet Paratylenchus och familjen Criconematidae. Inga underarter finns listade i Catalogue of Life.